# Draper (Utah)
Draper is een plaats (city) in de Amerikaanse staat Utah, en valt bestuurlijk gezien onder Salt Lake County en Utah County.

## Demografie
Bij de volkstelling in 2000 werd het aantal inwoners vastgesteld op 25.220.
In 2006 is het aantal inwoners door het United States Census Bureau geschat op 36.873, een stijging van 11653 (46,2%).

## Geografie
Volgens het United States Census Bureau beslaat de plaats een oppervlakte van
78,6 km², geheel bestaande uit land. Draper ligt op ongeveer 1410 m boven zeeniveau.

## Plaatsen in de nabije omgeving
De onderstaande figuur toont nabijgelegen plaatsen in een straal van 8 km rond Draper.